# Åfors glasbruk
Åfors glasbruk (dansk: Åfors glasværk) var et glasværk i Eriksmåla i Emmaboda kommune i Kalmar län i Småland i Sverige.
Åfors glasbruk, der blev grundlagt i 1876, lå i det område af Småland, der kaldes Glasriget.
I 1978 blev glasværket opkøbt af Upsala-Ekeby AB og 1990 af Orrefors Kosta Boda AB, der i 1997 indgik i Royal Scandinavia. I 2005 blev Kosta-Boda overtaget af den svenske koncern New Wave Group.
I 1978 var der omkring 150 ansatte. I februar 2012 varslede koncernen nedlægning af bruket på baggrund af problemer i verdensøkonomien, og sommeren 2013 ophørte al virksomhed.